# 쉐키나 스트릭렌
쉐키나 스트릭렌(영어: Shekinna Stricklen, 1990년 7월 30일~)는 미국의 농구 선수로 포지션은 스몰 포워드이다. 전미 여자 농구 협회(WNBA)의 시애틀 스톰, 코네티컷 선, 애틀랜타 드림소속이었고, Wkbl 인천 신한은행 에스버드,청주 KB국민은행 스타즈, 아산 우리은행 위비소속이었고 튀르키예 페네르바체팀에서 활약했다.